# Breitflügelfledermäuse
Die Breitflügelfledermäuse (Eptesicus) sind eine Fledermausgattung aus der Familie der Glattnasen (Vespertilionidae). Die Gattung umfasst rund 30 Arten, die nahezu weltweit verbreitet sind, davon leben zwei Arten, die (Eigentliche) Breitflügelfledermaus und die Nordfledermaus auch in Europa.

## Beschreibung
Ihren Namen verdanken die Tiere den oft breiten, gerundeten Flügeln. Sie erreichen eine Kopfrumpflänge von 35 bis 75 Millimetern, eine Schwanzlänge von 34 bis 60 Millimetern und ein Gewicht von 8 bis 35 Gramm. Ihr Fell ist an der Oberseite dunkelbraun oder schwarz gefärbt, die Unterseite ist heller.

## Lebensweise
Diese Fledermäuse finden sich in einer Vielzahl von Habitaten, etliche Arten dürften jedoch Wälder bevorzugen. Sie sind hauptsächlich nachtaktiv und verbringen den Tag oft in kleineren Gruppen als andere Fledermäuse. Als Schlafplatz dienen ihnen oft Baumhöhlen, Höhlen oder Gebäude. Ihr Flug gilt als eher langsam, sie bewegen sich dabei näher beim Boden als andere Fledermausgattungen. Die meisten Arten sind sehr ortstreue Arten, in kälteren Regionen halten sie einen Winterschlaf. Die Nahrung der Breitflügelfledermäuse besteht größtenteils aus Insekten.

## Fortpflanzung
Weibchen bilden oft Wochenstuben, in denen sie getrennt von den Männchen die Jungen gebären und großziehen. Die ein oder zwei Jungtiere kommen bei den in gemäßigten Breiten lebenden Arten im Frühling oder Sommer zur Welt, die Paarung erfolgt aber oft bereits im Herbst oder Winter, der Samen des Männchens wird danach im Fortpflanzungstrakt des Weibchens aufbewahrt. Wie viele andere Fledermäuse sind sie langlebig, manche Tiere werden über zehn Jahre alt, in Einzelfällen sind sogar 20 Jahre möglich.

## Die Arten
Es werden rund 32 Arten unterschieden, die in vier Untergattungen, Eptesicus, Rhinopterus, Neoromicia und Vespadelus geteilt werden. In manchen Systematiken werden die Untergattungen Neoromicia und Vespadelus allerdings den Zwergfledermäusen (Pipistrellus) zugeschlagen.

### UntergattungEptesicus
- Die Schwarze Breitflügelfledermaus (Eptesicus andinus) lebt in Gebirgen im Norden Südamerikas von Venezuela bis Peru.
- Die Bobrinskois Fledermaus (Eptesicus bobrinskoi) ist von Kasachstan bis in den Iran beheimatet.
- Die Bottas Fledermaus (Eptesicus bottae) ist von der Türkei und Ägypten bis Zentralasien verbreitet.
- Die Brasilianische Breitflügelfledermaus (Eptesicus brasiliensis) lebt in Mittel- und Südamerika.
- Die Chiriqui-Breitflügelfledermaus (Eptesicus chiriquinus) hat mehrere voneinander getrennte Populationen im Norden Südamerikas sowie in Panama.
- Die Kleine Breitflügelfledermaus (Eptesicus diminutus) ist in Südamerika beheimatet.
- Die Argentinische Braune Breitflügelfledermaus (Eptesicus furinalis) ist von Mexiko bis Argentinien verbreitet.
- Die Große Braune Fledermaus (Eptesicus fuscus) ist vom südlichen Kanada bis ins nördliche Brasilien verbreitet.
- Die Gobi-Breitflügelfledermaus (Eptesicus gobiensis) lebt in Zentralasien.
- Die Guadeloupe-Fledermaus (Eptesicus guadeloupensis) ist auf der Karibikinsel Guadeloupe endemisch. Die Art gilt als bedroht.
- Die Hottentotten-Breitflügelfledermaus (Eptesicus hottentotus) lebt im östlichen und südlichen Afrika.
- Die Ecuador-Breitflügelfledermaus (Eptesicus innoxius) bewohnt die Pazifikküste Ecuadors und Perus. Die IUCN listet die Art als gefährdet.
- Die Japanische Breitflügelfledermaus (Eptesicus japonensis) kann in zentralen Bereichen Japans angetroffen werden.
- Die Kobayashi-Breitflügelfledermaus (Eptesicus kobayashii) ist in Korea endemisch.
- Die Arabische Breitflügelfledermaus (Eptesicus nasutus) kommt von der Arabischen Halbinsel bis Pakistan und Afghanistan vor. Die Art gilt als gefährdet.
- Die Nordfledermaus (Eptesicus nilssonii) ist vom nördlichen und mittleren Europa bis Japan und Tibet verbreitet.
- Die Dickohr-Breitflügelfledermaus (Eptesicus pachyotis) kommt von Nordostindien bis Thailand vor.
- Die Lagos-Breitflügelfledermaus (Eptesicus platyops) lebt im westlichen und mittleren Afrika.
- Die (Eigentliche) Breitflügelfledermaus (Eptesicus serotinus) ist von Westeuropa bis Korea und Thailand und im nördlichen Afrika verbreitet.
- Die Tate-Breitflügelfledermaus (Eptesicus tatei) ist ausschließlich in der Darjiling-Region in Nordostindien beheimatet.

### UntergattungRhinopterus
- Die Warzen-Breitflügelfledermaus (Eptesicus floweri) ist aus Mali und dem Sudan bekannt. Arme, Beine und Schwanz dieser Art sind mit kleinen Hornplatten belegt.

### UntergattungNeoromicia
- Dunkelbraune Zwergfledermaus (Eptesicus brunneus) ist von Liberia bis zur Demokratischen Republik Kongo verbreitet.
- Kap-Zwergfledermaus (Eptesicus capensis) lebt in ganz Afrika südlich der Sahara.
- Gelbe Zwergfledermaus (Eptesicus flavescens) ist lediglich aus Angola und Burundi bekannt.
- Guinea-Zwergfledermaus (Eptesicus guineensis) ist vom Senegal bis zur Demokratischen Republik Kongo verbreitet.
- Melck-Zwergfledermaus (Eptesicus melckorum) lebt im südlichen Afrika.
- Bananen-Zwergfledermaus (Eptesicus nana)
- Rendall-Zwergfledermaus (Eptesicus rendalli) bewohnt weite Teile Afrikas südlich der Sahara.
- Somalia-Zwergfledermaus (Eptesicus somalicus) ist im mittleren und südlichen Afrika beheimatet.
- Neoromicia stanleyi kommt in Botswana, Simbabwe und Sambia vor.
- Weißflügel-Zwergfledermaus (Eptesicus tenuipinnis) ist von Senegal und Äthiopien bis Angola verbreitet.
- Zulu-Zwergfledermaus (Eptesicus zuluensis)

### UntergattungVespadelus
- Baverstock-Waldfledermaus (Eptesicus baverstocki) ist im mittleren und südlichen Australien beheimatet.
- Eptesicus douglasorum bewohnt das nördliche Western Australia.
- Östliche Waldfledermaus (Eptesicus pumilus) lebt im nördlichen, mittleren und östlichen Australien.
- Südliche Waldfledermaus (Eptesicus regulus) bewohnt weite Teile des südlichen Australiens.
- Eptesicus sagittula lebt im südöstlichen Australien, auf Tasmanien und der Lord-Howe-Insel. Sie war ursprünglich die einzige Säugetierart auf dieser Insel.
- Troughton-Waldfledermaus (Eptesicus troughtoni) bewohnt das östliche Australien.
- Kleine Waldfledermaus (Eptesicus vulturnus) ist im südöstlichen Australien und Tasmanien beheimatet.